# Хенри Веј Кендал
Хенри Веј Кендал (енгл. Henry Way Kendall, 9. децембар 1926. – 15. фебруар 1999) био је амерички физичар, који је 1990. године, заједно са Џеромом Фридманом и Ричардом Тејлором, добио Нобелову награду за физику „за пионирска истраживања дубоког нееластичног расејања електрона на протонима и везаним неутронима, што је било од суштинског значаја за развој модела кварка у физици честица”.